# Jesus curando o surdo-mudo da Decápole

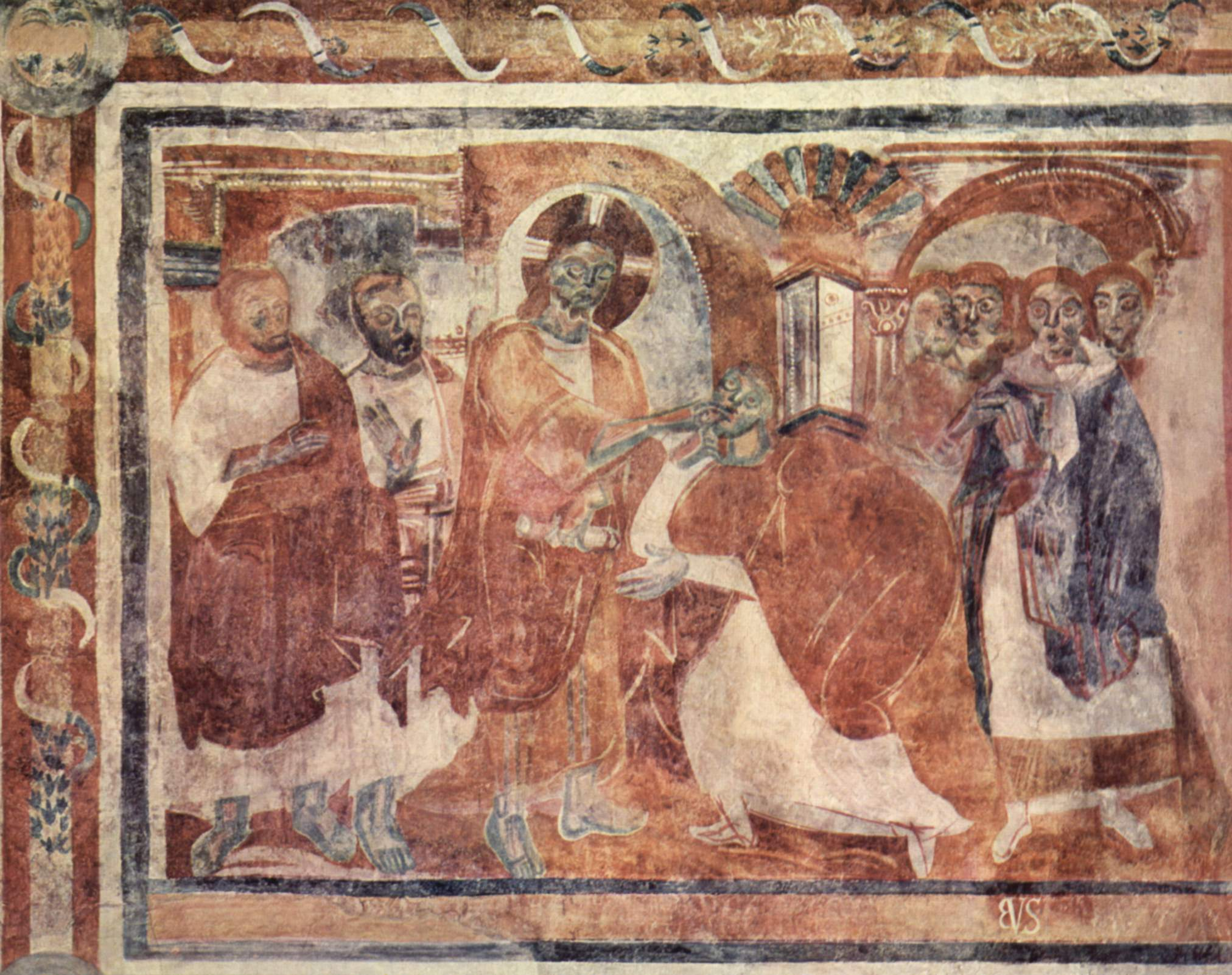
Jesus curando o surdo-mudo da Decápole.
830. Afresco na Igreja de São João, em Müstair, na Suíça.

Jesus curando o surdo-mudo na Decápole é um dos milagres de Jesus, narrado em Marcos 7:31–37. A narrativa tem vários paralelos com outro milagre, o de Jesus curando o cego de Betsaida, narrado em Marcos 8:22–26.

## Narrativa bíblica
De acordo com o Evangelho de Marcos, quando Jesus adentrou a região da Decápole, logo após ter passado por Sidom vindo do Mar da Galileia, a população levou até ele um homem que era surdo e que quase não podia falar, implorando-lhe que pusesse suas mãos sobre ele. Marcos segue:
| “ | «Jesus, tirando-o da multidão, levou-o à parte, pôs os seus dedos nos ouvidos dele e, cuspindo, tocou-lhe a língua; depois erguendo os olhos ao céu, deu um suspiro e disse: Efrata, isto é, Abre-te. Abriram-se-lhe os ouvidos, e logo se lhe desfez a prisão da língua, e falava com clareza. Recomendou-lhes Jesus expressamente que a ninguém o contassem; mas quanto mais o recomendava, tanto mais eles o publicavam. Admiravam-se sobremaneira, dizendo: Ele tudo tem feito bem, faz até os surdos ouvir e os mudos falar.» (Marcos 7:33–37) | ” |

## Interpretação
O comentarista de Marcos, Lamar Willianson, comenta que esta é última parte de uma série de milagres sobre a identidade de Jesus, que seria confirmada pela afirmação cristológica de Pedro em Marcos 8:29, quando Pedro exclama "Tu és o Cristo." (o Messias).